# ده بالاتر از نه
ده بالاتر از نه (به هندی: Nehlle Pe Dehlla) فیلمی محصول سال ۲۰۰۷ و به کارگردانی آجی چاندهوک است. در این فیلم بازیگرانی همچون سانجی دات، سیف علی خان، بیپاشا باسو، کیم شارما، موکش ریشی، نیها دوپیا ایفای نقش کرده‌اند.

## داستان
جانی(سانجی دات) سارق ساعت های گرانقیمت است و جیمی(سیف علی خان) از خانه ها سرقت می کند این دو سارق به زندان می افتند و پس از آشنایی با هم، همکاری خود را آغاز می کنند و.....